# Tramvajová trať na Václavském náměstí
Tramvajová trať na Václavském náměstí spojovala v letech 1884–1980 po délce Václavského náměstí v Praze Můstek s Národním muzeem, během té doby byla několikrát přestavěna. V horní částí náměstí bude obnovena, stavba začala 29. června 2024 a bude trvat zhruba tři roky.[ve zdroji nenalezeno]

## Historie

### Historie v 19. století
Již před zavedením koněspřežné tramvaje po délce náměstí jezdila koňka v příčném směru po Příkopech (od roku 1875) a Vodičkovou a Jindřišskou ulicí (od června 1883).
Tramvajová trať po délce Svatováclavského náměstí se objevila 20. května 1884. Jednalo se tehdy o koňku provozovanou Generálním ředitelstvím Pražské tramwaye. Trať byla napojená dole na Můstku na trať mezi náměstím Republiky a Jungmannovým náměstím. Uprostřed se křížila s další tratí mezi dnešní Jindřišskou a Vodičkovou ulicí, na niž však nebyla napojena.
Koleje tratě byly umístěny ve středním pruhu náměstí a mezi nimi stála velká alej. Osová vzdálenost mezi kolejemi byla tehdy takřka 9 metrů. Přesto zvyšující se míra dopravního ruchu nakonec vedla postupně k odstranění aleje a přesunutí kolejí až k okrajům chodníků. Osová vzdálenost se tak zvýšila až na 19 m, což byl v celé síti pražských tramvají rekord. V polovině 90. let 19. století byly předloženy i plány na spojení tratě s křižující tratí mezi Jindřišskou a Vodičkovou, k realizaci však již nedošlo.

### Historie ve 20. století

#### Historie do 70. let 20. století

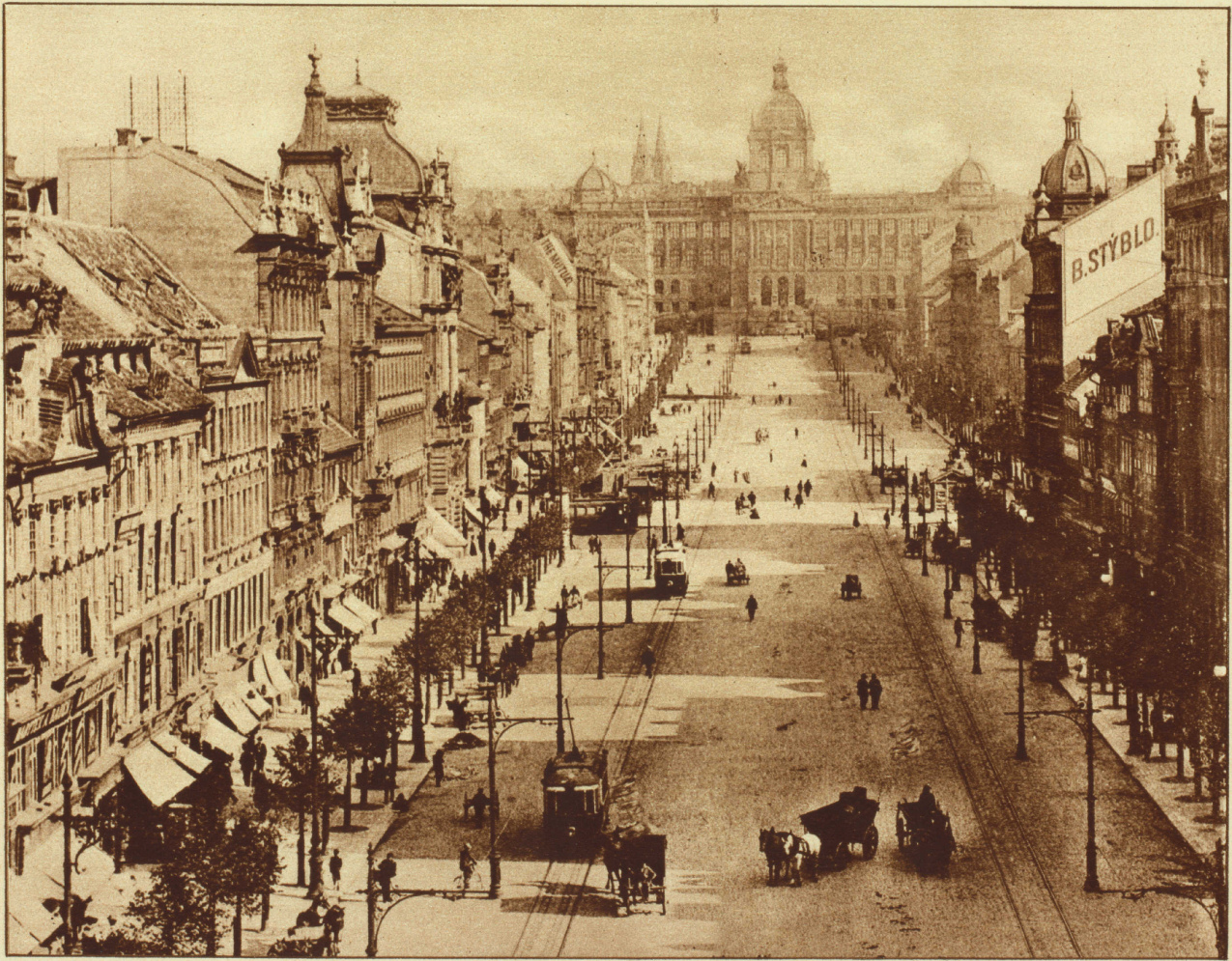
Elektrické tramvaje na Václavském náměstí na začátku 20. století

Roku 1900 byla celá trať v souvislosti s likvidací koňky a postupným rozšiřováním sítě Elektrických podniků elektrifikována. Zároveň se koleje o něco více přiblížily středu náměstí (osová vzdálenost se zmenšila na 16 m).
K poslední revoluční změně ale došlo roku 1927. Tehdy bylo celé náměstí rekonstruováno tak, že tramvajová trať byla přemístěna do středního pruhu na vyvýšené těleso; po bocích náměstí vedly pruhy pro automobilovou dopravu. Pomník sv. Václava pak obcházela po každé straně jedna kolej. Osová vzdálenost se snížila na 2,8 m, okolo sochy se zvyšovala až na 12 metrů. Tramvajové těleso mělo šířku 5 metrů, v prostoru zastávek až 7 metrů.
Vzhledem k rostoucí velikosti města i dopravy vůbec začalo být Václavské náměstí tramvajemi brzy přeplněno. Dopravní podnik se snažil situaci řešit přestavbou křižovatky na Můstku tak, že vznikla ze směru od náměstí Republiky třetí kolej. Situace se však nelepšila a na trati docházelo čas od času k „infarktovým“ stavům. Nepomohla tomu ani výstavba podchodů, během níž musela být trať vedena po provizorních přeložkách.

#### Stavba metra a zrušení tratě
Předchozí problémy nebyly ničím ve srovnání se stavem během stavby metra v 70. letech. Postupně byly jednotlivé části náměstí uzavírány a tramvaje vedeny po dřevěných provizorních dvojkolejných mostech nad staveništi. Tak se tomu dělo nejprve u Muzea (1969–1973) (například koleje kolem sv. Václava se dokonce podle toho, jak postupovala výstavba, střídaly; někdy vedly obě nalevo od památníku, někdy napravo a jindy na každé straně jedna), později (1976–1978) i u Můstku.
Po rekonstrukci náměstí a zprovoznění první části linky metra A byl tramvajový provoz obnoven do původního stavu před rekonstrukcí. Podle nové koncepce se však již s tramvajovou tratí v samém srdci velkoměsta nepočítalo a očekávalo se její plné zastoupení podzemní dráhou. 13. prosince roku 1980 tak byl provoz na ní ukončen; trať samotná zde však stále zůstávala. Koleje byly odstraněny až o dva roky později a nahrazeny současnou parkovou úpravou.

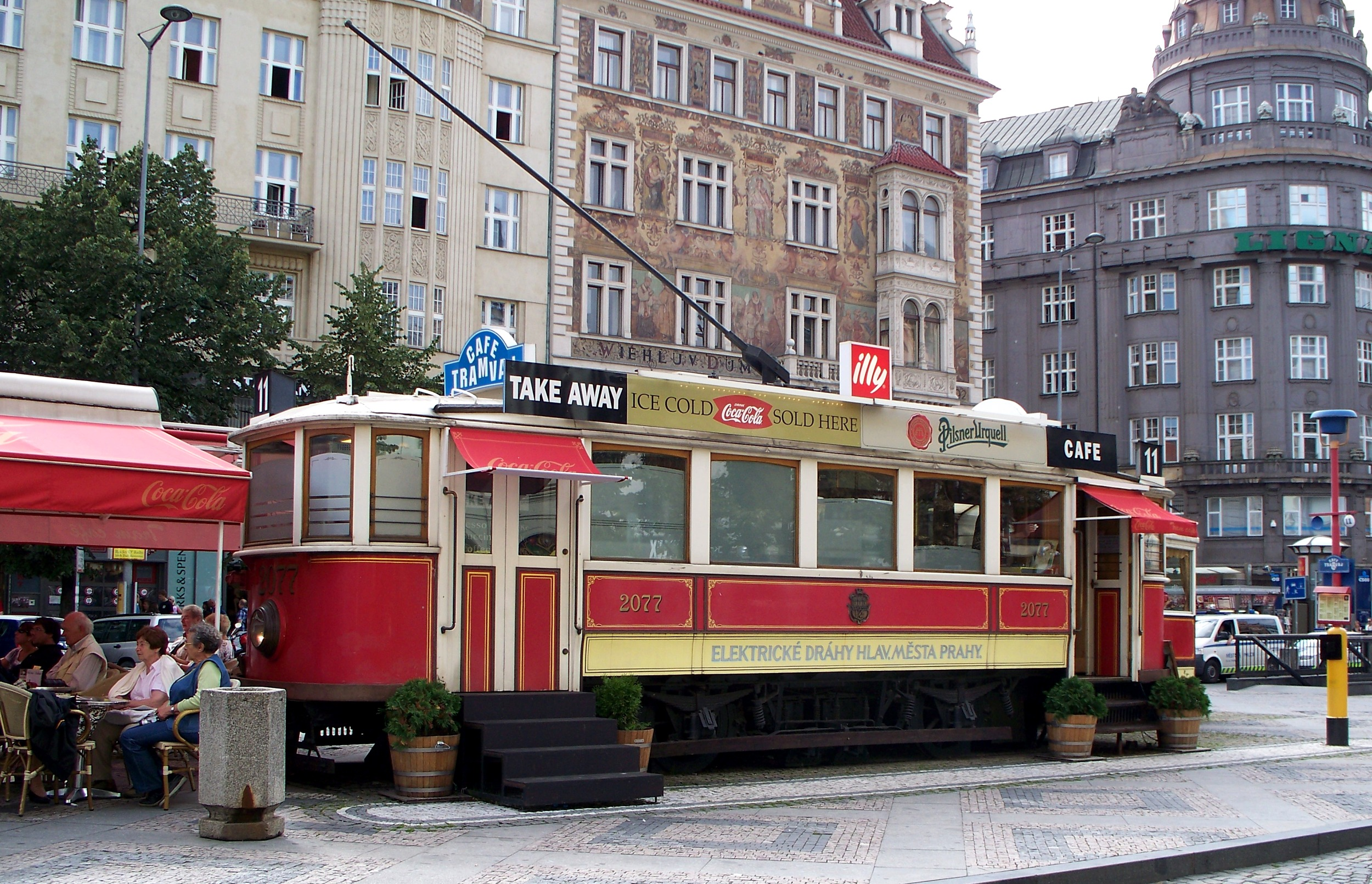
Kavárenské tramvaje

Od roku 2003 jsou zhruba uprostřed náměstí umístěny dvě historické Křižíkovy tramvaje, sloužící jako kavárna; zároveň také jako připomínka minulých časů.

### Úvahy o obnovení tratě
Zrušení tramvajové tratě však ještě neznamenalo, že se o tramvajové dopravě v podélném směru přestalo mluvit. První plány na znovuobnovení tratě se objevily kolem roku 1990 a podobné hlasy zněly i v dalších letech. Znovuzavedení podpořila i nová koncepce rozvoje náměstí, která byla publikována na podzim roku 2005.
V srpnu 2011 radnice Prahy 1 nesouhlasila se znovuobnovení tratě, zejména z důvodu „zadrátování“, nutného pro výstavbu trolejí, a zpoždění a prodražení přestavby náměstí, které by výstavba tramvajové tratě přinesla. V dubnu 2014 byl schváleno zadání změny územního plánu, která má umožnit obnovu tramvajové tratě z horního okraje Václavského náměstí přes Vrchlického sady okolo Hlavního nádraží do Bolzanovy ulice, kde by se napojila na stávají trať vedoucí Jindřišskou a Vodičkovou ulicí, čímž by byl horní okraj a střed Václavského náměstí pro tramvajovou dopravu propojen o něco kratší cestou, než Ječnou ulicí. Změna územního plánu byla schválena v březnu 2021.

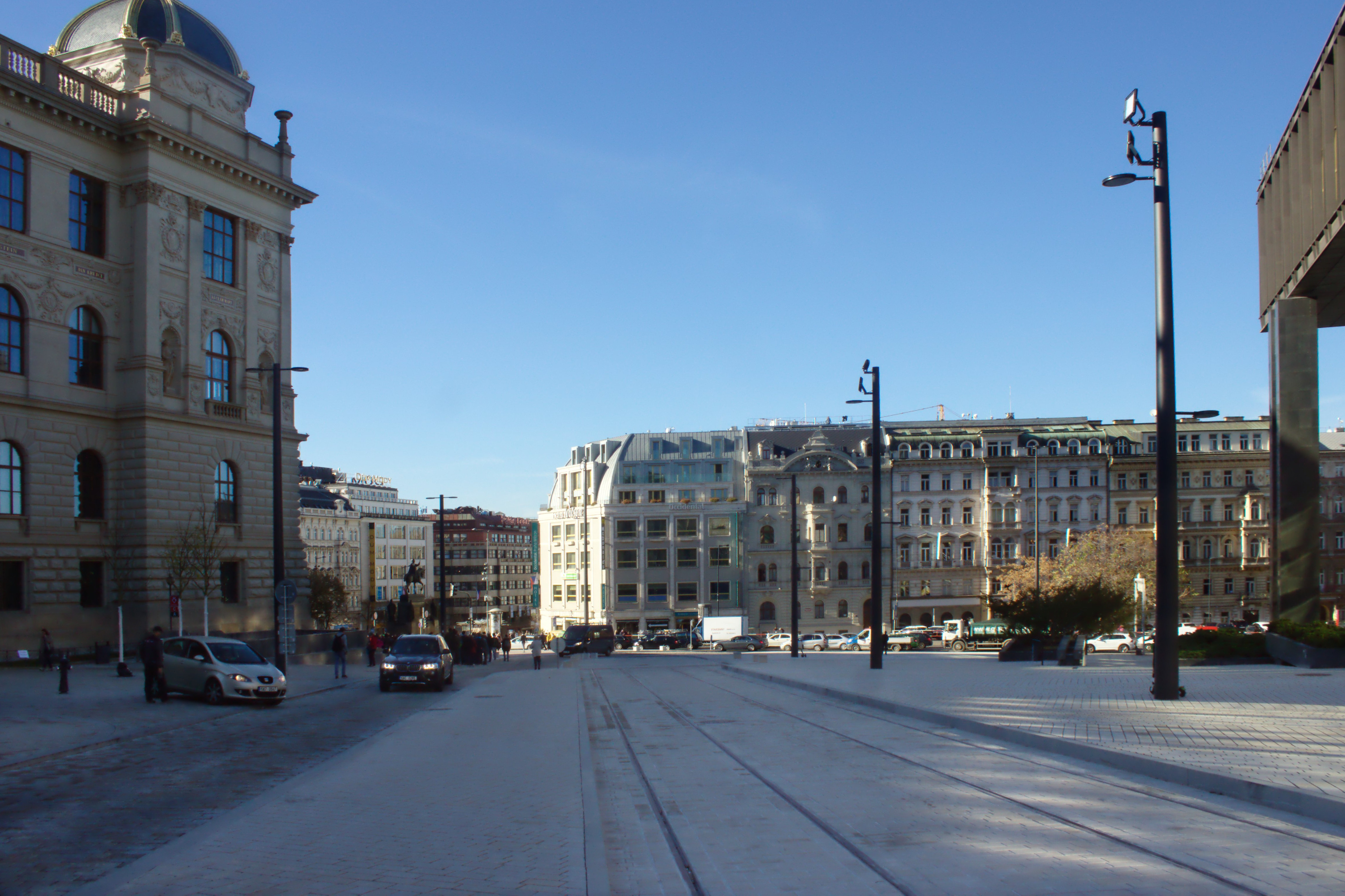
80 metrů tramvajových kolejí bylo u Národního muzea postaveno v roce 2018 při vybudování Muzejní oázy

V roce 2018 byla zrekonstruována ulice Vinohradská u Národního muzea, vznikla zde takzvaná Muzejní oáza, jejíž součástí bylo i 80 metrů zatím nenavazujících kolejí jako příprava na budoucí napojení mezi Vinohradskou a Václavským náměstím.
V lednu 2019 odsouhlasila rada hlavního města Prahy v čele s radním pro dopravu, Adamem Scheinherrem, plán postavení tramvajové tratě, spojující Národní muzeum s ulicemi Vodičkovou a Jindřišskou. Projekt vypracoval Dopravní podnik hl. m. Prahy ještě v roce 2019. Výběrové řízení na zbudování bylo ukončeno v listopadu 2023, stavba započala na jaře 2024.

## Význam
Tramvajová trať na Václavském náměstí byla až do svého zrušení roku 1980 hlavním uzlem celé tramvajové dopravy v Praze, vedlo tudy vždy relativně nejvíce linek, spojujících dohromady celé město. Po zrušení tratě se centrum tramvajové dopravy přesunulo na Karlovo náměstí. Kromě tramvají ovšem kdysi na Václavské náměstí jezdívaly i trolejbusy, které zde měly svou konečnou stanici.